# St Moluag’s Cathedral

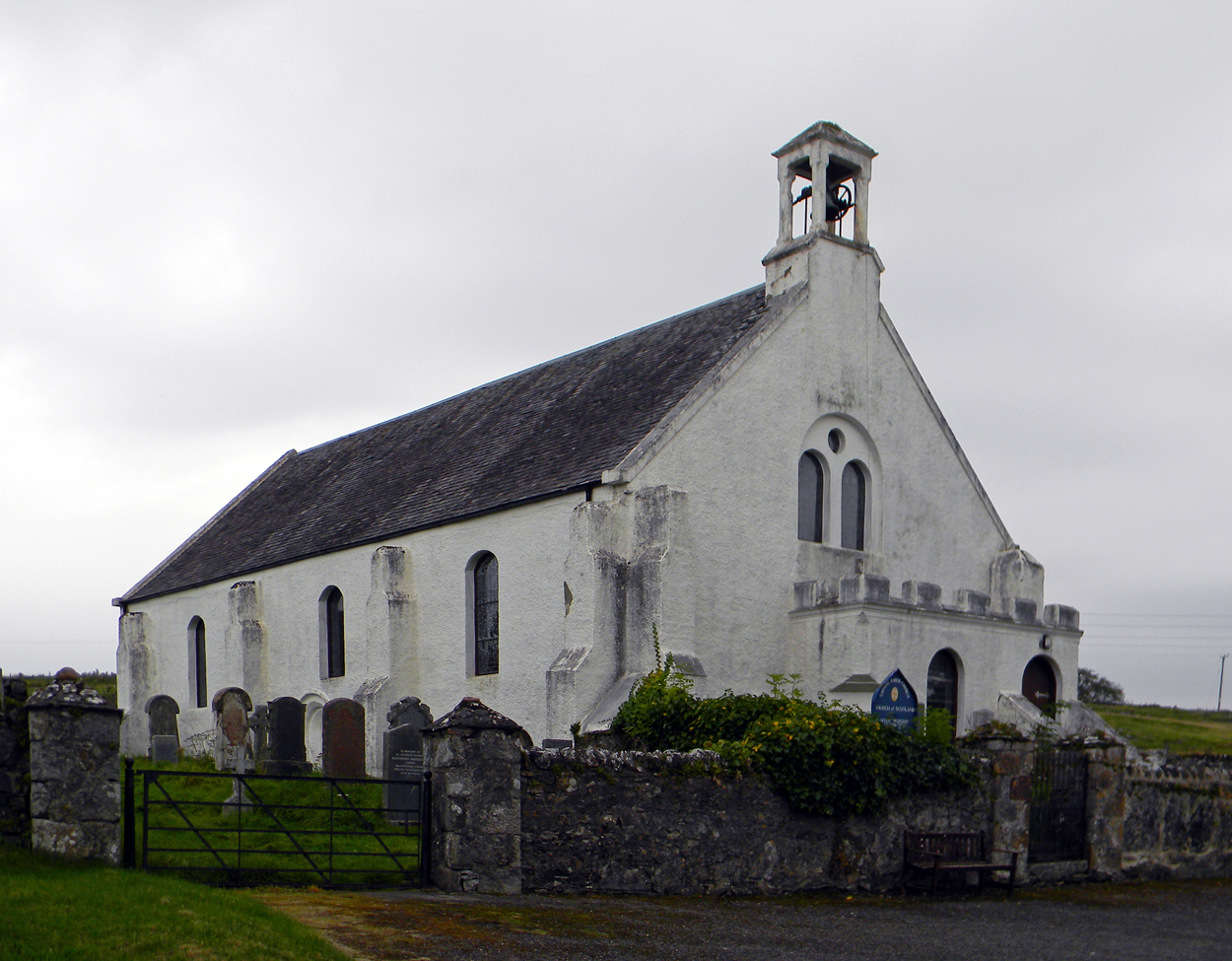
Die Kirche von Südosten

Die St Moluag’s Cathedral (auch Lismore Kirk) ist ein Kirchengebäude der presbyterianischen Church of Scotland. Die als Kulturdenkmal geschützte Kirche liegt auf der Insel Lismore in Argyll and Bute in Schottland. Die Kirche wurde vermutlich im 13. Jahrhundert an der Stelle einer frühchristlichen Kultstätte als Kathedrale des Bistums Argyll erbaut. Nach Verfall im 17. Jahrhundert wurde der Chorraum im 18. Jahrhundert wiederhergestellt und dient seitdem als Pfarrkirche.

## Baugeschichte

### Lismore als Sitz des Bistums Argyll
Der Überlieferung nach gründete der aus Irland stammende Moluag (auch Lugaid) († 592) zwischen 561 und 564 eine christliche Gemeinde auf Lismore, einer kleineren Insel der Inneren Hebriden an der Mündung des Loch Linnhe in den Firth of Lorn. Moluag war ein Zeitgenosse von Columban von Iona, der bei den Pikten missionierte und mehrere Kirchen gründete. Aus dieser frühchristlichen Zeit wurden aber keine Überreste ausgegraben oder gefunden, doch vermutlich bestand noch im 12. Jahrhundert an der Stelle der Kathedrale eine Niederlassung der Culdeer. Spätestens ab 1225 diente Lismore als Sitz des im späten 12. Jahrhundert gegründeten Bistums Argyll. Wahrscheinlich war Lismore bereits Ende des 12. Jahrhunderts als Sitz des neuen Bistums ausgewählt worden, doch aus dieser Zeit gibt es nur wenige gesicherte archäologische oder urkundliche Belege. Die Insel Lismore wurde wahrscheinlich wegen ihrer Verbindung zum als Heiligen verehrten Moluag als Standort der neuen Kathedrale ausgewählt. Dazu hatte Lismore eine zentrale Lage im Gebiet des neuen Bistums und war innerhalb der westschottischen Inseln über das Meer leicht erreichbar. Lismore lag auch im Kernland der Besitzungen der Familie MacDougall, einer führenden Herrscherfamilie der westschottischen Inseln, was als Hinweis dafür gilt, dass Mitglieder der Familie an der Gründung des Bistums beteiligt gewesen waren. Von Lothian, dem politischen und kulturellen Mittelpunkt Schottlands, aus, liegt Lismore dagegen abgelegen, was bereits früh zu Beschwerden führte. 1248 versuchte Clement, Bischof von Dunblane und Verwalter des vakanten Bistums Argyll, vergeblich, den Bischofssitz auf das Festland zu verlegen. Durch eine Verlegung hätten die MagDougalls auch die Kontrolle über die Einkünfte des Bistums verloren, doch der Plan wurde nicht umgesetzt.

### Bau der Kathedrale ab dem 13. Jahrhundert

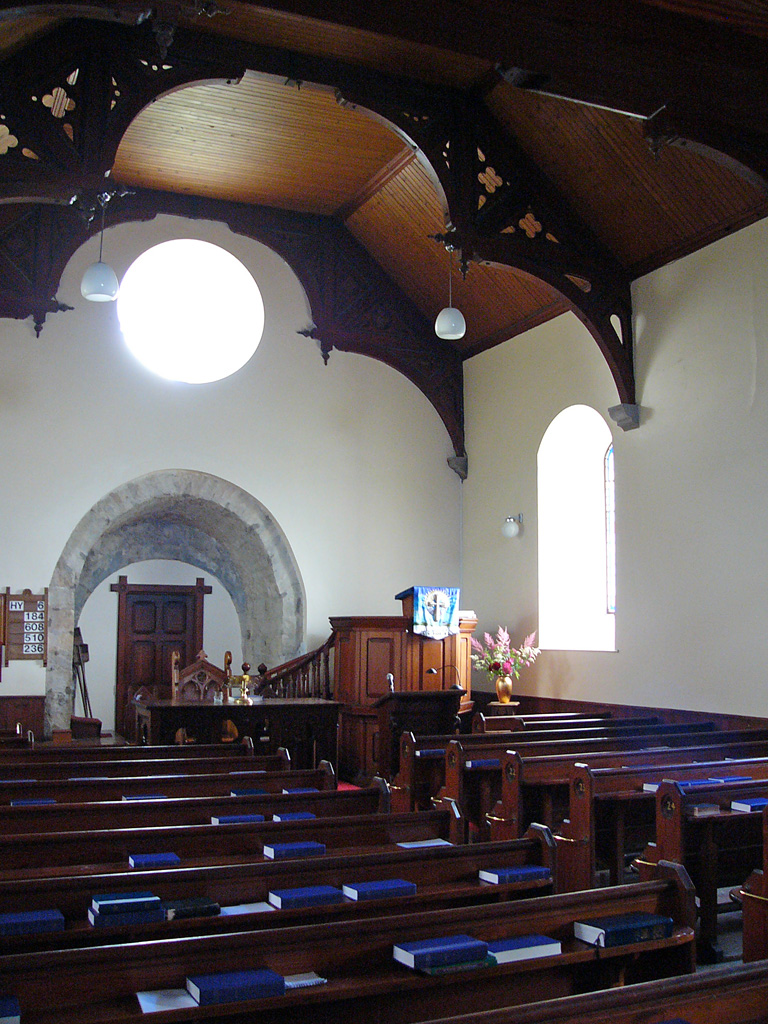
Blick in das Innere nach Westen

Das Bistum Argyll galt im Mittelalter als das ärmste der schottischen Bistümer. Aufgrund der begrenzten Mittel des Bistums zog sich der Bau der im Vergleich zu anderen Kathedralen kleinen Kirche über mehrere Jahrzehnte lang hin. Sowohl die archäologischen wie die urkundlichen Belege sprechen dafür, dass die Kathedrale oder zumindest der Chorraum während der Amtszeit von Bischof Laurence im späten 13. oder frühen 14. Jahrhundert vollendet war. Womöglich wurde der Chorraum sogar schon um die Mitte des 13. Jahrhunderts errichtet. Der Chorraum wurde wahrscheinlich zunächst mit einer massiven Westwand verschlossen, an die erst später das Langhaus angebaut wurde. Während der Reformation im 16. Jahrhundert übernahm die Church of Scotland das Bistum. Die Befugnisse der Bischöfe wurden stark eingeschränkt, bis das Bistum Argyll wie die anderen schottischen Bistümer 1689 ganz aufgelöst wurde. Die Kathedrale von Lismore galt bereits im 16. Jahrhundert als baufällig und war vor 1679 zur dachlosen Ruine zerfallen. 1749 wurde der Chorraum wiederaufgebaut und dient seitdem als Pfarrkirche für eine Gemeinde der presbyterianischen Church of Scotland. 1900 fand ein größerer Umbau stand, bei dem der Haupteingang von der West- zur Ostseite verlegt wurde. Dafür wurde an der Westseite eine Sakristei angebaut, der Ostgiebel erhielt einen Dachreiter, und auch das Innere wurde wesentlich verändert. Von 1950 bis 1953, 1970 sowie 2016 fanden Ausgrabungen auf dem Gelände der alten Kathedrale statt. Seit dem 20. Juli 1971 ist die Kirche als Kulturdenkmal der Kategorie B und als Scheduled Monument geschützt.

## Baubeschreibung

### Die mittelalterliche Kathedrale
Wie die mittelalterliche Kathedrale ausgesehen hat, kann nur teilweise durch die Ausgrabungen und durch den erhaltenen Teil des Chorraums rekonstruiert werden. Im Gegensatz zur üblichen Praxis, bei der der Chorraum einige Stufen erhöht über dem Langhaus liegt, lag der Chor der Kathedrale von Lismore etwa einen Meter unter dem Kirchenschiff. Dies lag an dem unebenen, felsigen Baugrund, was wiederum dafür spricht, dass zuerst mit dem Bau des Chorraums begonnen wurde. Vor allem ist dies ein starker Hinweis darauf, dass die Kathedrale an der Stelle einer alten Kapelle oder Kirche der Culdeer errichtet wurde. Die Abmessungen der mittelalterlichen Kathedrale betrugen insgesamt etwa 38 Meter mal 9,3 Meter. Die Fundamente bestanden aus massivem Schiefer. Abgesehen von einer Sockelschicht aus behauenem Sandstein bestanden die etwa ein Meter dicken Mauern im Kern aus Bruchstein sowie außen aus einem Gemisch von Bims- und Kalkstein. Die Steine waren mit einem Mörtel aus Sand und Muscheln verbunden, das Dach war mit dicken Schieferplatten gedeckt. Sowohl das Langhaus wie auch der Chorraum waren einschiffig, auf ein Querschiff gibt es keine Hinweise. Im Nordosten des Chorraums befand sich ein Anbau, der als Sakristei oder Kapelle genutzt wurde. Im Westen des Langhauses wurden bei den Ausgrabungen in den 1950er Jahren die Fundamente eines Anbaus entdeckt, die zunächst als Fundamente eines Westturms gedeutet wurden. Spätere Ausgrabungen zeigten jedoch, dass die Fundamente zum Teil aus Lehm und Erde und damit nicht ausreichend stark waren, um das Gewicht eines Turms zu tragen. Damit ist der Zweck dieses Anbaus bislang unbekannt. Die relative Einfachheit und Zweckmäßigkeit der Kathedrale, die für eine arme Diözese angemessen war, könnte aus den asketischen Idealen des Dominikanerordens entstanden sein, der sich noch in den ersten Jahrzehnten seines Bestehens befand. Bischof Laurence, der 1264 zum Bischof geweiht wurde, und die nächsten beiden Bischöfe von Argyll gehörten dem Orden an.

### Äußeres
Die erhaltene Kirche besteht aus dem ursprünglich im 13. oder 14. Jahrhundert, aber mehrfach umgebauten Chorraum der alten Kathedrale. Die Innenmaße des Kirchenraums sind etwa 15,6 m mal 7,2 m. Während des Umbaus zur Pfarrkirche 1749 wurde die Höhe der Außenmauern um drei Meter gekürzt, bevor ein neues Dach aufgesetzt wurde. Der rechteckige, weiß verputzte Bau wird von einem Satteldach bedeckt. Über dem östlichen Giebel befindet sich ein Dachreiter mit einer Glocke. Das Hauptportal befindet sich in einem Vorbau an der Ostseite. Die Südwand ist durch vorspringende Strebepfeiler in drei Joche unterteilt, von denen jedes ein Rundbogenfenster aus dem 18. Jahrhundert enthält. Im mittleren Joch der Südwand ist noch eine 1900 zugemauerte Rundbogentür sichtbar. An der Nordost- und Südostecke der Kirche befinden sich ebenfalls Strebepfeiler. Die Strebepfeiler stammen noch aus dem Mittelalter, während die Rundbogenfenster offenbar aus dem 18. Jahrhundert stammen. Im oberen Bereich der Westfassade befindet sich ein Rundfenster.
Auf dem als Friedhof genutzten Kirchhof befinden sich noch zahlreiche mittelalterliche Grabplatten. Im Norden, Osten und Süden ist der Kirchhof von einer annähernd runden Begrenzung aus Steinen mit einem Durchmesser von etwa 240 m umgeben. Dies könnte auf eine frühmittelalterliche Einhegung hinweisen, die andere frühmittelalterliche Klöster der iroschottischen Kirche umfassten.

### Inneres

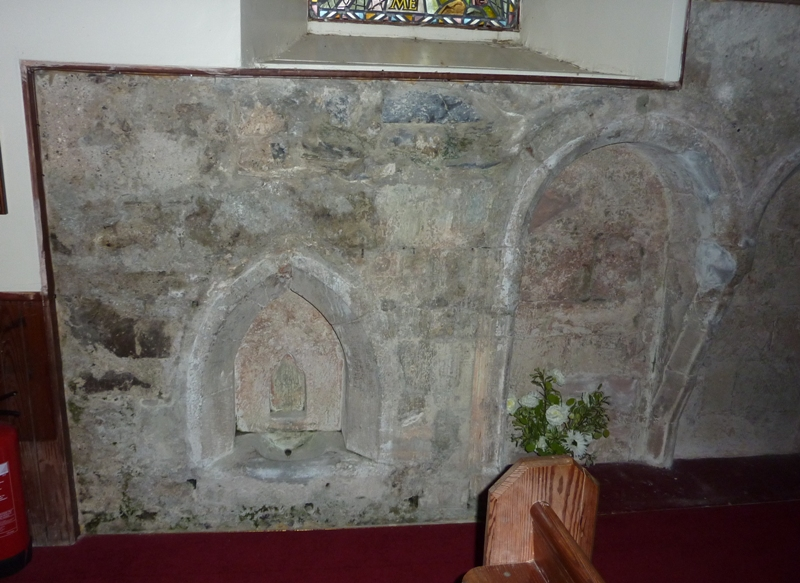
Die freigelegte Piscina und die Sedilien aus dem Mittelalter

Der rechteckige, hell verputzte Innenraum besitzt eine hölzerne Gewölbedecke. Die Fenster stammen entweder aus der Zeit des Wiederaufbaus im 18. Jahrhundert oder aus dem 1900 erfolgten Umbau. Der Großteil der Einrichtung stammt ebenfalls von dem Umbau von 1900. An der Südwand sind noch die mittelalterliche Piscina, Sedilien sowie ein zugemauertes Portal erhalten. Ein weiteres verschlossenes, aufwändig mit einem Bogenfries geschmücktes Portal befindet sich an der Nordseite.

## Sonstiges
Im frühen 16. Jahrhundert sammelte James Macgregor, der damalige Dekan der Kathedrale, zusammen mit seinem Bruder in einem Manuskript Balladen in schottisch-gälischer Sprache. Dieses Leabhar Deathan Lios Mòir (schottisch-gälisch Buch des Dekans von Lismore) enthält die ältesten überlieferten Werke in dieser Sprache und befindet sich heute in der National Library of Scotland.